# Курсел сир Воар
Курсел сир Воар (фр. Courcelles-sur-Voire) насеље је и општина у североисточној Француској у региону Шампањ-Арден, у департману Об која припада префектури Бар сир Об.
По подацима из 2011. године у општини је живело 29 становника, а густина насељености је износила 5,92 становника/km². Општина се простире на површини од 4,9 km². Налази се на средњој надморској висини од 120 метара.

## Демографија
| 1962. | 1968. | 1975. | 1982. | 1990. | 1999. | 2011. |
| ----- | ----- | ----- | ----- | ----- | ----- | ----- |
| 26    | 44    | 30    | 27    | 25    | 25    | 29    |

График промене броја становника у току последњих година